# San Miguel (Venezuela)
San Miguel es un poblado del oriente de Venezuela, ubicado en las coordenadas (latitud 9.90°, longitud -64.98°), en el estado Estado Anzoátegui, municipio Fernando de Peñalver, a unos 18 km de Píritu.

## Historia
En 1536 se crea la Provincia de Nueva Andalucía, más tarde llamada Provincia de Cumaná, la cual incluía territorios de los actuales estados Sucre (estado), Anzoátegui y Monagas. Sus ciudades más importantes fueron Cumaná (capital de la provincia) y Nueva Barcelona (actual Barcelona).
Nueva Córdoba (antiguo nombre de Cumaná) fue fundada por Gonzalo de Ocampo en el año 1521 y fue la primera ciudad en tierra firme de todo el continente Americano.
En 1569, Diego Hernández de Serpa, Gobernador de la Provincia de Nueva Andalucía, renombró a la población como Cumaná (nombre que según la lengua que hablaban sus primeros pobladores, significaba "unión de mar y río") y comenzó a gobernarla. El 2 de julio de 1591 el Rey Felipe II de España concedió a Cumaná el título de ciudad.
Juan Orpín o Urpín fue el último conquistador de Venezuela. Estableció la gobernación de Nueva Cataluña, fundando Nueva Barcelona el 12 de febrero de 1638. En 1654 la gobernación de Nueva Cataluña o gobernación de Barcelona, se integró a la Nueva Andalucía. Al morir Juan Orpín deja en su cargo al Capitán Diego de Urbez, quien fundó la ciudad de San Miguel del Batei a las riberas del río Unare. Ciudad que se despobló; debido a lo nocivo de su temperamento, junto con las continuas disensiones de sus vecinos.
En 1659, llega a la Nueva Andalucía una misión de Franciscanos provenientes de España, encabezados por el (Rector Principal Franciscano) R. P. F. Francisco Gómez Laurel y en 1661 fundan San Antonio de Manareima, San José de Chiguatacuar y Santa Clara de Zapata, pueblo que subsistió 17 años, hasta que en 1678 se llevó su población hasta San Antonio de Clarines debido a la lucha entre Palenques y Caribes y a la escasez de agua. Posterior a estas fundaciones los franciscanos se encaminaron a la fundación del pueblo de San Miguel.
Tanto San Antonio de Manareima como San José de Chiguatacuar desaparecieron pronto debido a la escasez de agua, el primer poblado se trasladó hasta Santa Clara en la laguna de Maicana, mientras que el segundo se trasladó hacia Araveneicuar en el año de 1662.
En aquella zona al sur de Clarines habitaban los aborígenes Píritu y Cocheimos, quienes vivían en constante guerra, sin embargo, los franciscanos lograron conciliarlos los unos a los otros durante el año de 1661 bajo el mandato del Gobernador Don Pedro de Viezma y el R.P. F. Francisco Gómez Laurel.
En 1661 el V.P. Fr. Francisco Gómez Laurel con la voluntad de los Cocheimos y de otros que se encontraban en Chiguatacuar, que según los aborígenes significaba sitio o “quebrada de Caracoles”, logra fundar el pueblo de San Miguel de Araveneicuar, cuatro leguas al sur de la capital de Píritu y nueve al sudoeste de la ciudad de Barcelona, que según los aborígenes significa “sitio de Araveneis”, hoy en día conocido como Araguaney, sin embargo, esto sucede debido a un error, ya que originalmente los aborígenes llamaban a esa tierra “Araviricuar” que en lengua aborigen significa “quebrada del Mochuelo”, un ave conocida también como Lechuza, sin embargo, con el pasar del tiempo se fue modificando el nombre original por el de Araveneicuar. Para este pueblo se asignó al R.P. Fr. Diego de los Ríos como primer ministro y prosecutor de su fundación, el cual señaló haber bautizado el pueblo con cinco mil personas incluyendo las que ya provenían de Chiguatacuar.

## Vías de acceso
Se puede acceder al poblado de San Miguel a través de Clarines o de la troncal 14 que se encuentra pasando el poblado de Píritu dirección oriente (no se debe confundir con el poblado de Puerto Píritu). Se encuentra a unos 50 km de Barcelona, aproximadamente 40 minutos por carretera.

## Fiestas patronales
Sus famosas fiestas patronales de San Miguel, son celebradas todos los años a finales del mes de septiembre con motivo de la fundación del pueblo.
El inicio de estas fiestas es señalado por el amanecer feliz donde a las 12 de la media noche son lanzados diferentes fuegos artificiales por todo el poblado y las personas salen de sus casas a beber y bailar hasta el amanecer cuando comienza una serie de eventos programados entre los cuales está la procesión de Amanecer feliz el 29 de septiembre con la imagen de "San Miguelito" a partir de las 5:00 a. m., la misa en la Iglesia de San Miguel y por las noche se saca a bailar al santo, donde una imagen del Arcángel San Miguel es paseada en hombros por la población en los alrededores de la localidad y alrededor de Plaza Bolívar, donde a coro la comunidad entona el tradicional "Cumpleaños Feliz".
Durante los días que estas fiestas se prolongan, las actividades escolares son detenidas y son presentados distintos grupos musicales, tanto regionales, nacionales e internacionales.
Cabe señalar que estas festividades son visitadas por gran parte de residentes del estado Anzoategui y de otros estados, hasta se ha llegado a tener visitas de ciudadanos de otros países

## Actividades
Entre las principales actividades económicas del poblado se encuentra la siembra y cosecha de verduras, cereales y frutas, tales como el maíz y las patillas, en los conucos y sembradíos aledaños al pueblo. Otra actividad ejecutada es la ganadería y ordeñamiento de vacas para venta de la leche y para elaboración de quesos y mantequillas blancas. Igualmente este pueblo cuenta con mano de obra de calidad en albañilería que normalmente trabaja en las ciudades más cercanas como Barcelona y Puerto La Cruz.

## Gastronomía
Como todo poblado Venezolano, cuenta con una gastronomía propia de tradición y de gran sabor. Entre sus principales platos están los hechos a base de maíz, tales como la cachapa, las cuales son hechas en horno de leña y de un tamaño mayor al comúnmente conocido en el resto del país, normalmente acompañado con carne de res o cerdo y queso fresco debido a la cercanía de los diferentes mataderos y criaderos de reses.
Otro plato propio de este poblado es una crema dulce conocida como pelota hecho a base de maíz la cual puede ser consumida frío o caliente y normalmente solo es preparada los fines de semana, debido a que es requerido que el maíz repose en agua durante 5 o 6 días y la cocción del mismo puede llegar a tomar la mitad del día.
Como en la mayoría de los pueblos orientales de Venezuela, el pescado es consumido fresco, ya sea proveniente de mar o de río, por lo cual se consume con un delicioso sabor. Normalmente es acompañado con arepa o cachapa.

## Esparcimiento
El poblado de San Miguel cuenta con varios bares de recreación con mesas de pool que dependiendo de las fechas duran abiertos hasta las 9 p. m. o hasta entrada la mañana. También se cuenta con varias canchas de bolas criollas en los alrededores del pueblo.
Actualmente se realizan los denominados "matinee" organizados por jóvenes de la localidad que se realizan los fines de semana a partir de las 9 p. m. hasta horas de la madrugada. También se llevan a cabo torneos copa de softboll los días domingo en los diferentes estadios de la localidad
La bebida alcohólica predilecta es la cerveza, debido a lo caluroso de su clima que durante el día puede llegar hasta 38° centígrados, mientras que por las noches se hace más fresco con temperaturas alrededor de 20° centígrados dependiendo de la época del año.